# Wilhelm opawski
Wilhelm opawski (ur. ok. 1410, zm. 15 sierpnia 1452) – z dynastii Przemyślidów, współrządca Opawy razem z Wacławem II w latach 1433-1445/9, potem samodzielny książę opawski (formalnie współrządcami byli młodsi bracia – Ernest i Przemek II, od 1443 odziedziczył po matce księstwo  ziębickie.
Wilhelm był trzecim pod względem starszeństwa synem księcia opawskiego Przemka i Katarzyny ziębickiej. Po śmierci ojca w 1433 został wraz z braćmi władcą niewielkiego terytorium wokół miasta Opawy.
Dbając o prestiż i znaczenie rodu związał się politycznie z biskupem wrocławskim Konradem IV oleśnickim. Umożliwiło mu to objęcie w 1443 urzędu starosty generalnego Śląska i przejęcie po zmarłej matce dzielnicy ziębickiej. 8 lipca 1445 Wilhelm jako starosta przyczynił się do zawarcia pokoju ziemskiego na Śląsku.
Wilhelm był od ok. 1435 żonaty z Salomeą, córką Puty z Častolovic, z którą doczekał się pięciorga dzieci – trzech synów (byli to Fryderyk, Wacław III i Przemek), oraz dwóch córek (Katarzyny, zm. 1504 wydanej za księcia żagańskiego Jana II i Anny, zm. 1515, opatki w klasztorze w Trzebnicy).
Wilhelm opawski zmarł 15 sierpnia 1452 i został pochowany w kościele św. Ducha w Opawie. Opiekę nad dziećmi powierzył bratu Ernestowi, który jednak sprzeniewierzył się obowiązkom i rozprzedał cały majątek, zarówno swój, jak i bratanków.